# Orlin Norris
Orlin Levance Norris (ur. 4 października 1965 w Lubbock) – amerykański bokser, były mistrz WBA w wadze junior ciężkiej. Jest starszym bratem czterokrotnego mistrza świata WBC i IBF w wadze junior średniej Terry'ego Norrisa.

## Amatorska kariera
Jako amator w 1986 roku wygrał National Golden Gloves w wadze ciężkiej.

## Profesjonalna kariera
Norris przeszedł na zawodowstwo w 1986 w wadze ciężkiej i zadebiutował 16 czerwca nokautując w trzeciej rundzie Lionela Washingtona, swoją pierwszą porażkę poniósł już w trzeciej walce ulegając na punkty Olianowi Alexanderowi. 25 listopada 1987 zdobył pas NABF pokonując decyzją większości Larry'ego Alexandra. 25 kwietnia 1989 pokonał byłego mistrza WBA w wadze ciężkiej Grega Page jednogłośną decyzją. Po stoczeniu jednej zwycięskiej walki 21 listopada 1989 zmierzył się z kolejnym byłym posiadaczem pasa WBA w kategorii ciężkiej Tonym Tubbsem, przegrywając decyzją większości, jednakże zmieniono werdykt pojedynku na no contest po wykryciu w organizmie Tubbsa nielegalnych substancji. 17 lutego 1990 przegrał przez techniczny nokaut w ósmej rundzie z Bertem Cooperem tracąc pas NABF. Po stoczeniu trzech zwycięskich pojedynków zmierzył się z przyszłym mistrzem WBC Oliverem McCallem pokonując go niejednogłośną decyzją. 30 kwietnia 1991 ponownie zmierzył się z Lionelem Washingtonem pokonując go przez TKO już w pierwszej rundzie oraz zdobywając drugi raz pas NABF który stracił już w następnym pojedynku przegrywając z byłym mistrzem IBF Tonym Tuckerem.

### Waga junior ciężka
Po tej porażce zmienił kategorię wagową na niższą i w swoim debiucie zmierzył się z Jesse Shelby którego pokonał przez techniczną decyzję w dziesiątej rundzie zdobywając wakatujący pas NABF. Po stoczeniu siedmiu zwycięskich pojedynków stanął przed szansą zdobycia wakatującego pasa WBA z którego wcześniej zrezygnował Bobby Czyz. 6 listopada 1993 udał się do Francji gdzie w mistrzowskim pojedynku pokonał argentyńskiego pięściarza Marcelo Victor Figueroa. W swojej pierwszej obronie 4 marca 1994 pokonał niejednogłośną decyzją Arthura Williamsa. Cztery miesiące później doszło do pojedynku rewanżowego w którym Orlin wygrał przez techniczny nokaut w trzeciej rundzie. 12 listopada 1994 podczas trzeciej obrony znokautował Jamesa Heatha w drugiej rundzie. Po jeszcze jednej skuteczniej obronie w której pokonał Adolpho Washingtona doszło do pojedynku z Nate Millerem który znokautował Norrisa w ósmej rundzie.

### Powrót do wagi ciężkiej
Po utracie tytuły mistrzowskiego postanowił powrócić do wagi ciężkiej i po stoczeniu jednej zwycięskiej walki 24 lutego 1996 ponownie zmierzył się z Tonym Tuckerem pokonując go niejednogłośną decyzją skutecznie rewanżując się za porażkę sprzed pięciu lat. 6 sierpnia 1998 ponownie spotkał się w ringu z Nate Millerem tym razem wygrywając pojedynek na punkty jednogłośną decyzją. 23 października 1999 doszło do pojedynku z Mike Tysonem który został przerwany już w pierwszej rundzie o ogłoszony jako no contest, gdy Tyson zadał cios przewracając Norrisa po gongu w wyniku czego Norris doznał kontuzji kolana. W swoim następnym pojedynku 16 czerwca 2000 uległ jednogłośnie na punkty Andrzejowi Gołocie. 27 stycznia 2001 przegrał pojedynek interkontynentalny pas z Witalijem Kłyczką. Po siedmiu kolejnych pojedynkach 25 maja 2005 uległ decyzją większości Albertowi Sosnowskiemu. W kolejnej walce zremisował z Wasilijem Żyrowem. 3 listopada 2005 przegrał z Olą Afolabim przez techniczny nokaut w siódmej rundzie. Po tym pojedynku postanowił zakończyć karierę.